# 真右衛門
真右衛門（しんえもん）は、日本の漫画家。主に4コマ漫画を描いていた。
1996年に「ランチのB」でアフタヌーン四季賞佳作を受賞し、『月刊アフタヌーン』（講談社）に掲載されてデビュー。翌1997年に同誌で開始した『G組のG』で連載デビューし、代表作となった。

## 来歴
朝基まさしのアシスタント出身で、絵に少年漫画の影響がある。
1996年、『ランチのB』により月刊アフタヌーンでデビュー（四季賞佳作）。まもなく同誌で『G組のG』連載開始。
1998年、活動の場を拡げるべく竹書房に投稿する。応募作『不自然にかえる』が11月の準月間賞として第5回竹書房漫画新人賞にノミネートされる。複数のプロ作家がノミネートされた中で最高得点をとったが規定点数に届かずに選外。このときの同期に私屋カヲルがいる。
2006年『G組のG』連載終了後も各誌で活躍していた。多彩なキャラクターの登場する、パロディを基調とした不条理4コマの描き手である。
2008年、今までの単行本化されていない作品を全てフリー公開し、4コマ漫画を断筆することを発表した。
2010年より、学習漫画のジャンルで活躍中。また「仁円」名義でゲーム音楽演奏バンド「コロニー落とし」にマリオペインターとして参加している。

## 作品リスト
- 免疫学がわかる（著・夏緑/技術評論社）
- 遺伝子・DNAがわかる（著・夏緑/技術評論社）
- ふしぎ？おどろき！科学のお話（文・協力/ポプラ社）

### 連載終了
- G組のG（講談社 全5巻）
- KOマウンテン（まんがライフMOMO掲載 単行本未収録）
- てくてくポポ（まんがライフオリジナル増刊号（秋月りすスペシャルにのみ断続的に掲載されていた） 単行本未収録）
- 鈴木さんのたてがみ（まんがくらぶ掲載 単行本未収録）
- 働き者がばかをみる（竹書房 全1巻）※月刊東京ワーカー 改題
- めもるは何もメモらない（竹書房 1巻 以降は単行本未収録）
- 少年ジャン部（近代麻雀掲載 単行本未収録）
- カッコいい薬剤師（日経DI掲載 単行本未収録）
- すてきなフェルマシェンヌ（日経DI掲載 単行本未収録）
- ガチ博士のヤンキーラボラトリー（双葉社 1巻 双葉社Webマガジン掲載）